# Pamela Soriano
Pamela Marie Soriano Olivo (ur. 30 czerwca 1995) – dominikańska siatkarka, reprezentantka kraju. Obecnie występuje w drużynie Mirador.